# Fotomagnetismo

O diagrama de energia das transições entre o estado fundamental e o estado magnético. As setas sólidas representam a absorção de fótons e as tracejadas representam processos não radioativos.

Fotomagnetismo (efeito fotomagnético) é o efeito pelo qual um material adquire (e, em alguns casos, perde) suas propriedades ferromagnéticas em resposta à luz. O modelo atual para esse fenômeno é uma transferência de elétrons induzida pela luz, acompanhada pela reversão da direção do spin de um elétron. Isso leva a um aumento na concentração de spin, causando a transição magnética. Atualmente, o efeito só persiste (por um período significativo) em temperaturas muito baixas. Em temperaturas como 5K, por exemplo, o efeito pode persistir por vários dias.

## Mecanismo
A magnetização e a desmagnetização (não ocorrendo esta termicamente) ocorrem em estados intermediários. Os comprimentos de onda de magnetização e desmagnetização fornecem a energia para o sistema atingir os estados intermediários que, então, tendem não radioativamente para um dos dois estados (os estados intermediários para magnetização e para desmagnetização são diferentes e, assim, o fluxo de fótons não é desperdiçado por tendência ao mesmo estado a partir do qual o sistema foi inicialmente excitado). Uma transição direta do estado fundamental para o estado magnético e principalmente vice-versa configura um mecanismo proibido, o que faz com que o estado magnetizado seja metaestável e persista por um longo período em baixas temperaturas.

## Análogos ao azul da prússia
Um dos grupos mais promissores de materiais moleculares fotomagnéticos são análogos ao azul da prússia Co-Fe (ou seja, compostos com a mesma estrutura e com composição química semelhante à do azul da Prússia). Um análogo do azul da Prússia tem fórmula química M1-2xCo1+x[Fe(CN)6] • zH2O, onde x e z são variáveis, z pode ser zero e M é um metal alcalino. Análogos do azul da Prússia têm uma estrutura cúbica de face centrada.
É essencial que a estrutura seja não-estequiométrica. Nesse caso, as moléculas de ferro são substituídas aleatoriamente por água (6 moléculas de água por ferro substituído). Esse caráter não estequiométrico é essencial para o fotomagnetismo dos análogos ao azul da prússia, pois as regiões que contêm uma vacância de ferro são mais estáveis no estado não magnético, enquanto as regiões sem uma vacância são mais estáveis no estado magnético. Com a iluminação na frequência correta, uma ou outra dessas regiões podem ser alteradas localmente para seu estado mais estável, o que aciona a mudança de fase de toda a molécula. A mudança de fase reversa pode ser realizada estimulando o outro tipo de região com a frequência apropriada.